# アドミル・メーメディ
- アドミル・メフメディ

アドミル・メーメディ（マケドニア語: Адмир Мехмеди, 英語: Admir Mehmedi, 1991年3月16日 - ）は、ユーゴスラビア（現・マケドニア共和国）出身の元スイス代表サッカー選手。現役時代のポジションはミッドフィールダー、フォワード。アルバニア人である。

## 経歴

### クラブ
1999年からACベッリンツォーナのユースチームでキャリアをスタートさせ、2000年にFCヴィンタートゥールのユースチームに移籍。2006年にFCチューリッヒのユースチームに移籍し、2008年7月20日のヌーシャテル・ザマックス戦でトップチームデビュー。8月24日、FCシオン戦でプロ初ゴールを記録した。同年は11試合で2得点を挙げ、デビューシーズンでのリーグ優勝を果たした。
2011-12シーズン冬の移籍市場でウクライナの強豪FCディナモ・キーウに5年契約で移籍。しかし新天地では途中出場での起用が主であり、多くの出場機会を求めて2013-14シーズンよりSCフライブルクへ期限付き移籍した。フライブルクではチーム最多となる12得点を挙げ、残留に貢献した。この活躍を受けフライブルクはシーズン終了後、600万ユーロを支払い保有権を獲得、2014-15シーズンから完全移籍でフライブルクに移籍することとなった。
フライブルクの降格に伴い、2015年6月11日にバイエル・レバークーゼンに移籍した。
2018年1月、移籍期間の終了直前にVfLヴォルフスブルクと2022年6月30日までの契約を結んだ。
2022年1月14日、アンタルヤスポルと2年半契約を結んだ。
2023年8月30日、現役引退を表明した。

### 代表
スイス代表としてはユースで代表に呼ばれ、UEFA U-21欧州選手権2011に出場し準優勝に貢献した。2011年にUEFA欧州選手権2012予選のイングランド代表戦でA代表デビューを果たした。2012年5月26日のドイツとの親善試合で代表初得点を記録。
2014年6月15日のワールドカップ、グループリーグ初戦のエクアドル戦では後半開始から途中出場し、48分に同点ゴールを挙げた。
2021年7月16日、代表引退を表明した。

## 代表歴

### 出場大会
- スイス代表
  - 2014 FIFAワールドカップ

### 試合数
- 国際Aマッチ 76試合 10得点（2011年-2021年）[6]

| スイス代表 | 国際Aマッチ | 国際Aマッチ |
| 年         | 出場        | 得点        |
| ---------- | ----------- | ----------- |
| 2011       | 7           | 0           |
| 2012       | 6           | 1           |
| 2013       | 5           | 0           |
| 2014       | 12          | 1           |
| 2015       | 8           | 1           |
| 2016       | 12          | 4           |
| 2017       | 8           | 0           |
| 2018       | 2           | 1           |
| 2019       | 5           | 1           |
| 2020       | 5           | 1           |
| 2021       | 6           | 0           |
| 通算       | 76          | 10          |